# الطواجنة (الشرقية)
الطواجنة هو دُوَّار يقع بجماعة ريصانة الجنوبية، إقليم العرائش، جهة طنجة تطوان الحسيمة في المملكة المغربية. ينتمي الدوّار لمشيخة الشرقية التي تضم 8 دواوير. يقدر عدد سكانه بـ 1321 نسمة حسب الإحصاء الرسمي للسكان والسكنى لسنة 2004.

## روابط خارجية
- البوابة الوطنية للجماعات الترابية
- المندوبية السامية للتخطيط